# 唐棣色
唐棣色（はねずいろ）とは鮮やかな朱色に近いオレンジがかった薄い赤色のこと。朱華、唐棣花、棠棣とも書く。

## 由来
唐棣とは、庭梅（或いは庭桜）またはザクロの花の古名。
日本書紀によると天武天皇の頃、親王や諸王の衣装の色として定められたものである。奈良時代。天武天皇14年（687）に「秋七月‥‥浄位より已上は、並に朱華を着る‥‥」とあり、僅か3年だけ紫色の上に朱華の服を着ていた。その後の養老律令では黄丹が親王の色とされ現在の皇太子徳仁親王もこの色の衣装を着用しているが、唐棣色はこの色と極めて近いため平安時代は禁色の一つとなっていた。延喜式に黄丹は紅花と梔子で染めるよう記載されており、おそらく唐棣色も同じ染料でやや比率を変えて染めるものだろう。黄色に赤色がかかっていて、仕上がりは朱色系統になる。
萬葉集巻第四に「思はじと言ひてしものを朱華色の移ろひやすきわが心かも」（657番歌）という有名な大伴坂上郎女の歌がある。